# Regiunea Centrală, Ghana
Regiunea Centrală este una dintre cele 12 unități administrativ-teritoriale de gradul I ale Ghanei. Reședința sa este orașul Cape Coast. Cuprinde 17 districte.